# 2-й провулок Гетьмана Сагайдачного (Мелітополь)
2-й провулок Гетьмана Сагайдачного — провулок у Мелітополі. Починається від вулиці Чайковського і закінчується перехрестям з вулицею Гетьмана Сагайдачного. Знаходиться приблизно за 500 м від привокзальної площі. Складається з приватного сектора. Покриття ґрунтове. В'їзд з боку вулиці Гетьмана Сагайдачного перекрито огороджувальними стовпчиками.

## Назва
Провулок названо на честь Петра Конашевича-Сагайдачного (1577—1622) — гетьмана Війська Запорізького, мецената православних шкіл, організатора успішних походів козаків проти Кримського ханства, Османської імперії та Російського царства. Раніше називався на честь Михайла Фрунзе.
У Мелітополі також є вулиця Гетьмана Сагайдачного та 1-й провулок Гетьмана Сагайдачного. У різний час існували 1-ша та 2-га вулиці Фрунзе та однойменна вулиця Фрунзе на Піщаному.

## Історія
У документах 2-й провулок Фрунзе вперше згадується 20 грудня 1946 року в протоколах засідань міськвиконкому. Примітно, що 1-м провулком Фрунзе на той момент була ділянка сучасної вулиці Покровської, при цьому іноді вона вказувалася без номера. 1965 року 1-й номер офіційно зайняла ділянка вулиці Комінтерну (нині Бориса Михайлова), виділена в окремий провулок. 2016 року провулок перейменували на честь Петра Сагайдачного.

## Галерея
|                               |                                        |                                        |
| початок від вул. Чайковського | початок від вул. Гетьмана Сагайдачного | табличка з попередньою назвою провулку |